# Opok
Opok ist eine Bezeichnung für bestimmte Böden im Süden und Osten der Steiermark, Österreich.
Dieser Begriff wird landläufig für verfestigte, nicht sehr grobkörnige Sedimentgesteine verwendet. Diese Gesteine können braun, aber auch grau bis blau gefärbt sein. Meist handelt es sich um Mergel, Ton (Illit) und Silt. Opok-Böden der Oststeiermark wurden auch als Staublehmböden betrachtet, die einen hohen Anteil an Illit aufweisen.

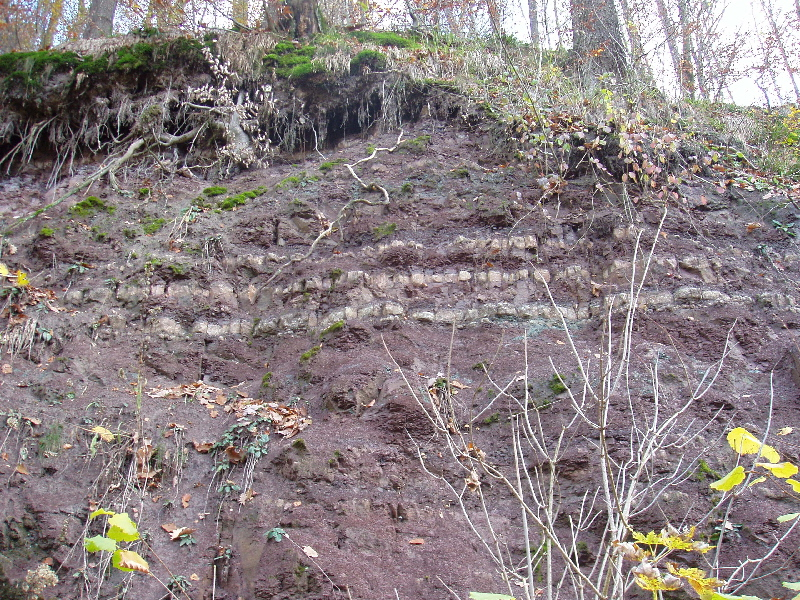
Mergel

Das Wort stammt aus der Umgangssprache, es ist maskulin und wird verschieden geschrieben, z. B. in den Varianten opock, aubock, onpock, oupok, appock, obouk, opak, opach etc.

## Verwendung

### Weinbau
Im Weinbau wird „Opok“ in den Bezirken Deutschlandsberg und Leibnitz in der West- und Südsteiermark hauptsächlich für Mergelböden von Weinbergen verwendet. In der Ost- und Weststeiermark werden als Opok Böden bezeichnet, die aus diagenetisch entstandenen Ton und Schluffsteinen bestehen und die wegen ihrer Festigkeit (Bindigkeit) das Eindringen der Wurzeln der Weinstöcke erschweren. Aber auch Weine selbst werden mit diesem Namen bezeichnet. Der Mergel ist einer der vier wichtigen Böden in den Weinbaugebieten dieser Gegend: Tonmergel, Muschelkalk, Sand/Schotter und Schiefer. Es handelt sich dann, wenn sie (wegen einer Lage am Hang usw.) das in ihnen gespeicherte Wasser abgeben können, um eher warme (wärmespeichernde) Böden, die den Trauben optimale Reifebedingungen bieten. Sonst wird der Boden (Opok aus Staublehm) als langsam erwärmbar, mit schlechter Wasserführung und schlechter Durchlüftung geschildert. Opok als Boden eines Weingartens kann schwierig zu bearbeiten sein, abhängig davon, welche Schichten vorhanden sind und wo der wasserundurchlässige Unterboden beginnt.
In Weingärten, die auf solchen Böden liegen, werden in erster Linie die Rebsorten Blauer Wildbacher (Schilcher), (Gelber) Muskateller, Welschriesling, Sauvignon Blanc,  Morillon, Traminer, Weißburgunder angebaut.

### Bauwesen
Im Bauwesen wird Opok als Bezeichnung für ein Gestein ähnlich dem Schlier verwendet, wobei es aber keine festen Grenzen für die Verwendung dieses Begriffes gibt und auch ein weicherer Boden als Opok bezeichnet sein kann.

### Forstwirtschaft
In der Forstwirtschaft wird Opok für einen nassen Waldboden, einen Pseudogley aus Staublehm verwendet.

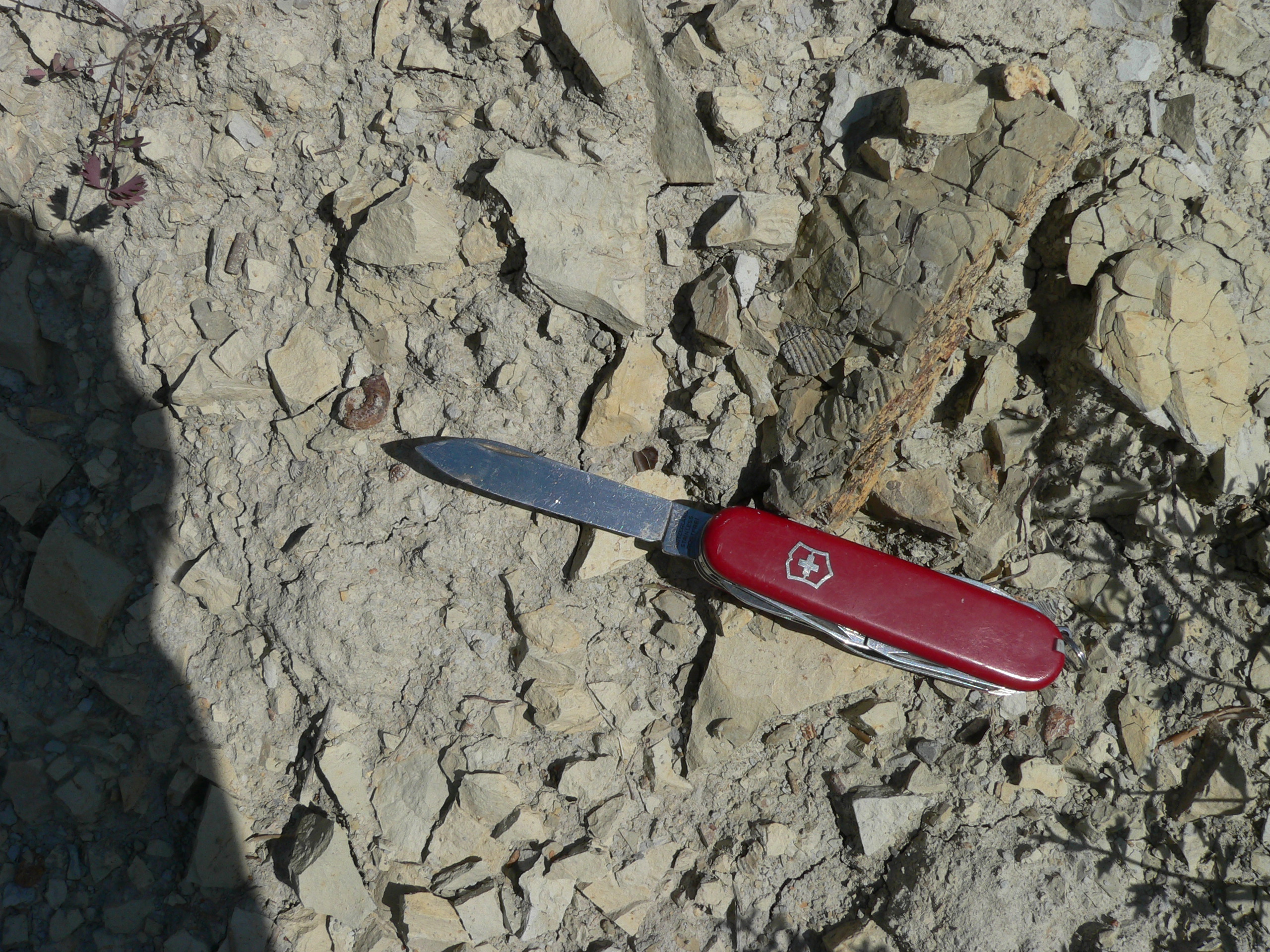
Mergel kann auf den ersten Blick den Eindruck einer lockeren Gesteinsschicht erwecken.

### Wasserwirtschaft
In der Wasserwirtschaft kann Opok nach starken Regenfällen eine Gleitschicht bilden, wenn ein Porenwasserüberdruck entsteht und der überlagernde, meist schichtweise unterschiedlich aus Ton, Schluff und Sand zusammengesetzte Boden übersättigt ist. Dies kann zu Hangrutschungen führen.

### Archäologie
In der Beschreibung einer archäologischen Fundstelle bei Schönberg an der Laßnitz wird das Wort Opok als Überbegriff für die natürliche Bodenbeschaffenheit verwendet, welche Mergel, Ton und Schluff umfasst.

## Entstehung
Das Wort Opok ist kein genau definierter geologischer oder bodenkundlicher Fachbegriff. Es wird im Alltag für verschiedene Böden und bodenbildende Gesteine (Grundgesteine) der Gegend verwendet. Diese Gesteine sind hauptsächlich Mergel. Das ist ein grobkörniges („feinklastisches“) Sedimentgestein, das wie Schotter aussehen kann, aber fester ist.
Opok bezeichnet Gesteine, die nicht immer leicht voneinander zu unterscheiden sind. Diese Gesteine bilden zusammen die Füllung des Weststeirischen Beckens, es handelt sich um „Florianer Schichten“, „Eckwirtschotter“, „Kreuzbergschotter“, „Pölser Mergel“, „Arnfelser Konglomerat“, „Leutschacher Schlier“, „Gamlitzer Schichten“ usw. Die Bestandteile des Opok überlagern einander in Schichten oder ergänzen einander. So wird der Pölser Mergel als Äquivalent für die Anteile des Florianer Tegels aus dem Torton bezeichnet.

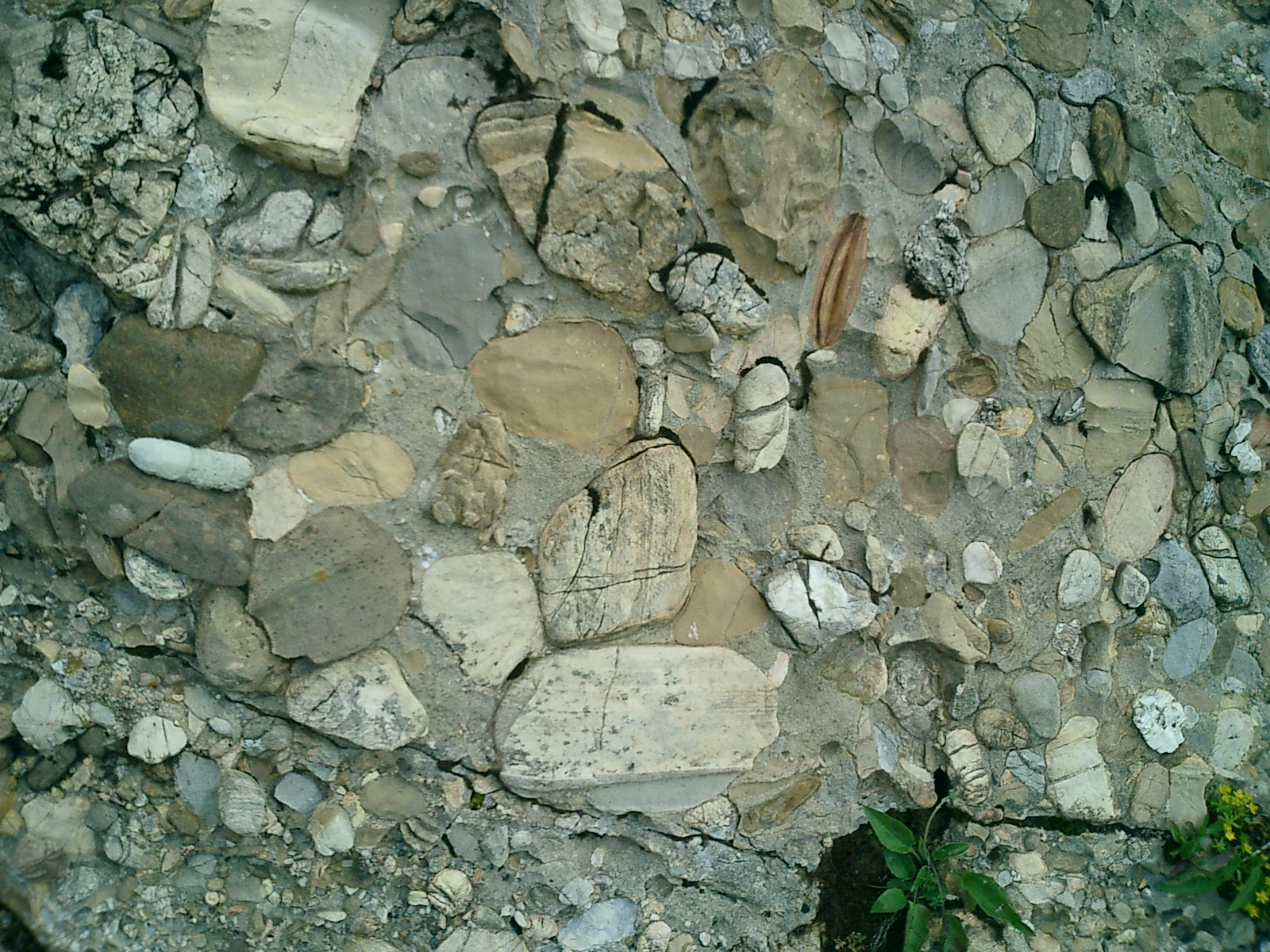
Konglomerat besteht hauptsächlich aus abgerundeten Bestandteilen (Kies, Geröll)

Die Gesteine sind Reste ehemaliger Meeresbedeckung und von Meeresstränden vor rund 10 ± 5 Millionen Jahren aus dem Miozän sowie darauf folgender Ablagerungen von Fluss-Schottern. Ihr Gebiet liegt am Rand des Steirischen Beckens. Dieses Becken war Teil eines Meeres, der Paratethys. Dieses Meer wich im Zug der Auffaltung der Alpen immer weiter nach Osten zurück (Regression). Sein Gebiet wurde mit Meeressedimenten und Flussablagerungen aufgefüllt. In seinem Westen lag die Florianer Bucht, in der vor allem sandige und tonige Gesteine abgelagert wurden. Dieses Meer hatte sich zusammen mit dem Mittelmeer aus einem Vorgängermeer, der Tethys gebildet. Es wurde später abgetrennt und nahm eine eigene Entwicklung.
Es sind in diesem Gebiet über 200 Arten von Fossilien nachgewiesen. Ob in einem Opok allerdings tatsächlich Fossilien gefunden werden, hängt davon, aus welcher Gesteinsart er besteht. Als fossilreich gilt besonders der Pölser Mergel aus der Phase der Meeresbedeckung, in der der Wasserstand im Bereich Pöls nur zwischen 10 und 20 Meter hoch war.
Die Gesteine stammen aus dem Baden, sie haben auch Anteile aus dem ca. 9 Millionen Jahre alten Torton und (bei Gamlitz, Leutschach, Arnfels) aus dem vor 18-16 Mio. Jahren liegenden Zeitraum vom Ottnang bis zum Karpat.

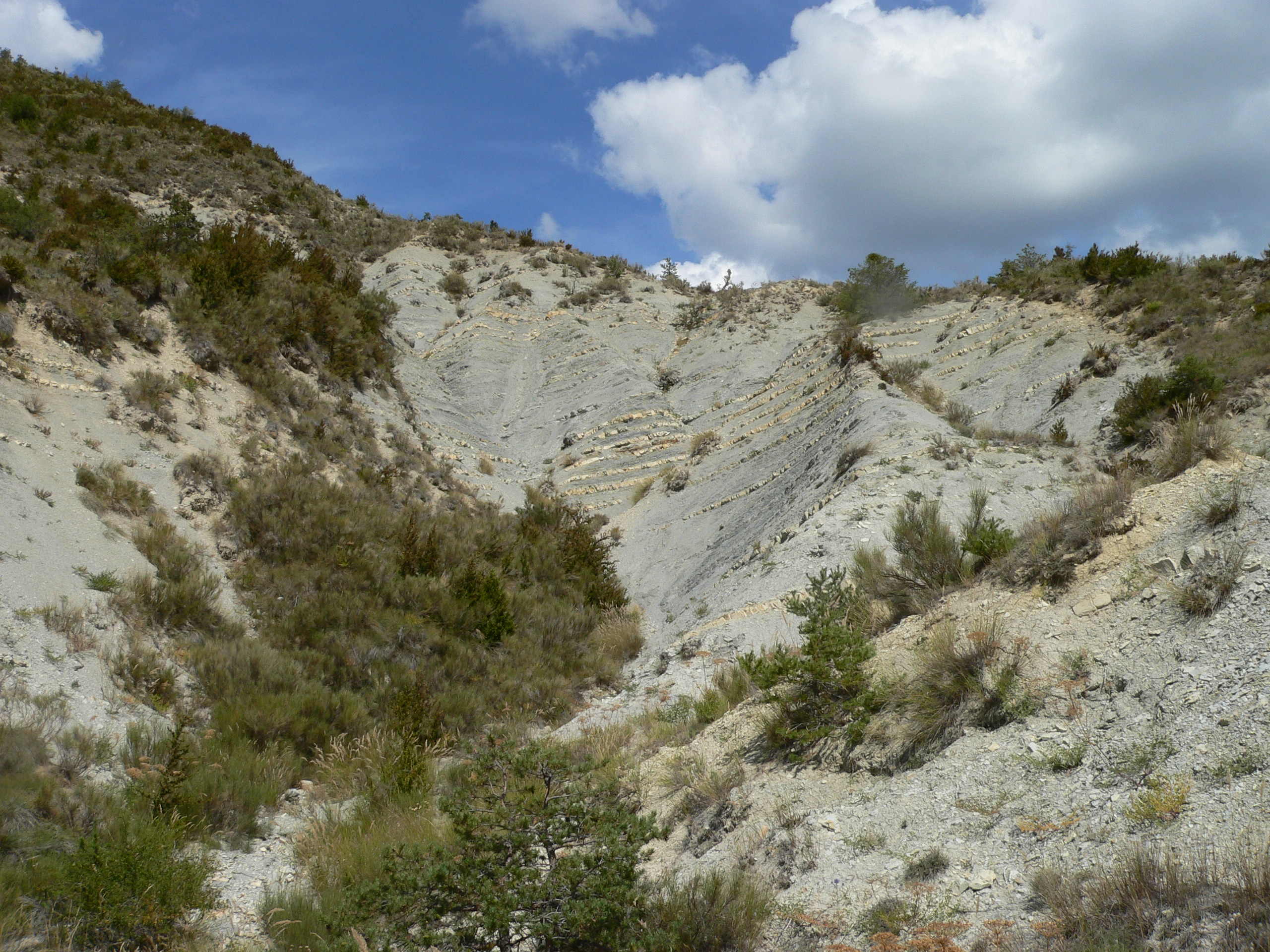
Mergel kann im Unterschied zu losem Schotter auch relativ steile Hänge bilden.

## Herkunft des Wortes
Für die Herkunft des Wortes werden mehrere Ansichten vertreten. Der Begriff ist auch in anderen Wörter und Wortzusammensetzungen enthalten, so z. B. in
- Opockbrunn: ein durch die Opok-Schichten reichender Brunnen (schlechtes Trinkwasser, wegen schlechter Wasserführung[4]).
- opockig: mergelig.
- Opockfels: Mergel (mittel- und untersteirisch)

In der Sprachwissenschaft wird das Wort Opok auf ein slawisches Wort zurückgeführt. Opock(en) bedeutet auf Slowenisch „Mergelboden“.
In der Alltagssprache wird Opok abgeleitet von angepackt, zusammengepackt sein. Opok wird auch als zsammpock (von zusammengepackt, eben wegen der Festigkeit im Vergleich zu Schotter) bezeichnet. Unter Berufung auf den Gleichklang mit diesen Worten wird vertreten, dass das Wort deutsch ist (und vielleicht auch nach einem „Umweg“ über das Slawische als slowenisches Lehnwort wieder in die Deutsche Sprache zurückgekehrt ist). Nach dieser Ableitung wäre „opok“ im Slawischen ein (sehr altes) Lehnwort aus dem Deutschen. Mehrfache Übernahmen von Begriffen sind möglich, siehe den Artikel Lehnwort. Eine Untersuchung über solche Entwicklungen in der Abfolge deutsch-slowenisch-deutsch gibt es, sie ist allerdings in der wissenschaftlichen Diskussion in Slawistik und Germanistik umstritten.  Eine Untersuchung dieser Abläufe wird in der Literatur noch als „Aufgabe“ bezeichnet.